# Ligament scapho-trapézo-trapézoïdien
Le ligament scapho-trapézo-trapézoïdien est un ligament intra-capsulaire de l'articulation médio-carpienne.
Il relie en formant un V les faces latérale et médiale du pôle distal du scaphoïde à la face médiale et antérieure du trapèze et à la face antérieure du trapézoïde.